# Tahnee Welch
Tahnee Welch, właściwie La Tahn Renee Welch (ur. 26 grudnia 1961 w San Diego) – amerykańska modelka i aktorka, córka Raquel Welch.

## Filmografia
- 1981-1990 Falcon Crest – Shannon
- 1984 Amarsi un po' – Cristiana
- 1985 Kokon (Cocoon) – Kitty
- 1987 Śpiąca królewna (Sleeping Beauty) – Rosebud
- 1987 Der Joker – Daniela Santini
- 1988 Kokon: Powrót (Cocoon: The Return) – Kitty
- 1989 Disperatamente Giulia – Giulia de Blasco
- 1990 La Bocca – Alessandra
- 1992 L'Angelo con la pistola – Lisa
- 1993 Kryminalny zmysł (The Criminal Mind) – Gabrielle Dupré
- 1993 Nocny pociąg do Wenecji (Night Train to Venice) – Vera Cortese
- 1994 Naganne zachowanie (Improper Conduct) – Ashley
- 1995 Ktoś tu kręci (Search and Destroy) – Dead World Girl
- 1996 I Shot Andy Warhol – Viva
- 1997 Sue – Lola
- 1997 Johnny 2.0 – Tahnee Welch
- 1998 Światło w mroku (Black Light) – Sharon Avery
- 1998 Ciało i dusza (Body and Soul)  – Felice